# Pomnik Papieża Jana XXIII we Wrocławiu
Pomnik Papieża Jana XXIII we Wrocławiu – granitowy pomnik na niskim cokole autorstwa Ludwiki Nitschowej znajdujący się we Wrocławiu przy ulicy Świętego Marcina.
Pomnik przedstawia papieża Jana XXIII w szatach liturgicznych, wyciągającego prawą rękę w geście błogosławieństwa; syntetyczne ujęcie kształtu nadaje postaci monumentalny charakter i podkreśla wyrazistość gestu, bardziej szczegółowo opracowana jest jedynie twarz. Na cokole wykuty jest tytuł jednej z jego encyklik – Pacem in terris („Pokój na ziemi”). Pomnik wykonany jest z dolnośląskiego granitu, z pięciu połączonych ze sobą bloków, natomiast cokół wykonany jest z piętnastu jednakowych bloków granitowych; całość ma wysokość 5,2 m. 
Jest to jedyny w Polsce pomnik tego papieża i jednocześnie jedyny w Polsce pomnik osoby duchownej ufundowany nie z funduszy kościelnych czy składek społecznych, lecz przez władze Polskiej Rzeczypospolitej Ludowej. Decyzja o postawieniu pomnika, wydana przez Komitet Wojewódzki PZPR, wynikała z nadinterpretacji słów papieża, zawartych w wypowiedzi skierowanej do polskich biskupów na audiencji podczas Soboru Watykańskiego II.  Zdanie wypowiedziane przez niego 8 grudnia 1962 do polskich hierarchów o Ziemiach Zachodnich po wiekach odzyskanych wzbudziło protest niektórych kół niemieckich. Pomnik miał stanowić wyraz hołdu społeczeństwa polskiego dla pierwszego zwierzchnika Kościoła katolickiego, który miał  uznać w ten sposób prawa Polski do Wrocławia i całych ziem zachodnich odzyskanych po stuleciach.